# Канап
Канапът представлява здрав конец, който се състои от две или повече прежди, усукани заедно. Канапът има много по-голяма здравина от неусуканите прежди.
За производството на канап се използват естествени влакна, като памук, вълна, юта, коноп, сизал, лен и други, както и различни изкуствени влакна.